# Olivio Sozzi
Olivio Sozzi , Catane 14 octobre 1690, Ispica, 31 octobre 1765 est un  peintre italien du Settecento actif en Sicile.

## Biographie
Olivio Sozzi étudie le dessin à Palerme auprès de Filippo Tancredi et commence à travailler dans cette ville où il épouse Caterina Cappello, issue d'une famille aisée dont la riche dote lui permet de continuer ses études. En 1729 il est à Rome dans l'atelier de Sebastiano Conca.
Pendant son séjour romain il assimile les règles du classicisme romain et établit une relation amicale avec Corrado Giaquinto.
En 1732 il retourne à Palerme où nait son premier fils Francesco Sozzi dont il sera le premier maître.
En 1763 il est à Ispica à la demande de  Francesco Saverio Statella qui lui confie la décoration à fresque de la Basilique Santa Maria Maggiore dans l'église de laquelle il réalise 26 fresques considérés par la critique comme des œuvres majeures du  XVIIIe siècle Sicilie.
Il meurt le 31 octobre 1765 en tombant d'un échafaudage dans la Cappella Grande dell'Assunta, pendant qu'il retouchait à tempera aidé de son gendre Vito d'Anna les fresques de la Basilique Santa Maria Maggiore. Il est enterré dans l'angle droit de la dite chapelle.
Avec son fils Francesco, il a peint dans l'église Santa Maria di Tutte le Grazie à Mezzojuso Santi Padri orientali.

## Œuvres
- Allegorie e trionfo dell'Immacolata, Santi Padri e Fondatori di ordini religiosi, 1738, fresque des médaillons centraux et latéraux de la voûte de la Chiesa dell'Immacolata Concezione a Porta Carini, Palerme[3].
- Madonna Incorona San Filippo Neri, huile sur toile, Galleria Regionale di Palais Abatellis, Palerme.
- Vingt-six fresques, 1763 - 1765, Basilique de Santa Maria Maggiore à Ispica.
- Natività di Gesù, retable, église Santa Maria della Stella, Militello in Val di Catania.
- Ébauche pour la fresque centrale de la Basilique Santa Maria Maggiore à Ispica, représentant l'Ancien et le Nouveau Testament, 1763, Musée du Louvre, Paris.
- La nascita della Madonna, ébauche pour le retable, Stanza del Tesoro de l'église Santa Maria della Stella, Militello in Val di Catania.
- Sant'Agata, (attribution discutée) encre et céruse, palais Abatellis, Palerme. Dessin préparatoire pour un tableau d'Olivio Sozzi pour l'église Santa Maria Latina à Agira. Attribution incertaine entre Olivio ou Francesco Sozzi[2].

## Sources
- (it) Cet article est partiellement ou en totalité issu de l’article de Wikipédia en italien intitulé « Olivio Sozzi » (voir la liste des auteurs).